# ۱۵ مرداد
۱۵ مرداد صد و سی و نهمین روز سال در گاه‌شماری خورشیدی است. به پایان سال ۲۲۶ روز (۲۲۷ روز در سال کبیسه) باقی‌است.

## رویدادها
- ۲۸۰ - درگذشت عمرو لیث صفار برادر و جانشین یعقوب در زندان خلیفه عباسی بر اثر گرسنگی.
- ۱۲۸۹ - واقعه پارک اتابک.[۱]
- ۱۳۵۶ - کناره‌گیری هویدا از نخست‌وزیری.[۲]
- ۱۳۶۱ - عملیات ثارالله در قصر شیرین توسط سپاه پاسداران انقلاب اسلامی.[۳]
- ۱۳۷۰ - قتل شاپور بختیار نخست وزیر پیشین پهلوی در پاریس.[۴]
- ۱۳۷۵ - امضای قانون داماتو.[۵]

## زادروزها
- ۱۲۹۱ - جواد معروفی، آهنگساز و نوازنده برجسته پیانو
- ۱۳۱۵ - فیروز بهجت محمدی، بازیگر
- ۱۳۳۵ - فریدون آسرایی، خواننده سبک پاپ
- ۱۳۴۹ - مرتضی زارع، بازیگر سینما و تئاتر، مجری
- ۱۳۶۳ - غلامرضا رضایی، فوتبالیست
- ۱۳۷۰ - سارا شیربیگی، فوتسالیست
- ۱۳۷۲ - آقا حسین جهانگیری، فیلسوف
- ۱۳۸۳ - مشکات‌الزهرا صفی، تنیس‌باز

## درگذشت‌ها
- ۱۳۶۲ - مصطفی ردانی پور، روحانی، نظامی و فرمانده قرارگاه فتح سپاه
- ۱۳۶۶ - عباس بابایی، نظامی، خلبان و فرماندهٔ عملیات نیروی هوایی ارتش جمهوری اسلامی ایران
- ۱۳۷۰ - شاپور بختیار، سیاست‌مدار و آخرین نخست‌وزیر ایران محمدرضا پهلوی
- ۱۳۷۰ - سروش کتیبه، منشی شاپور بختیار
- ۱۳۷۷ - نورالدین کیانوری، دبیرکل حزب توده ایران
- ۱۳۷۸ - پرویز شاپور، نویسنده
- ۱۳۹۱ - محمود گلابدره‌ای، نویسنده
- ۱۳۹۹ - مصطفی صالحی ، زندانی سیاسی
- ۱۴۰۲  - ماه‌بانو تاتا، یکی از اعضای هیئت علمی دانشگاه شهید باهنر کرمان و ملقب به مادر علم آمار ایران